# Flyndersø
Flyndersø är en sjö på Jylland i Danmark. Den ligger i den nordvästra delen av landet, 240 km väster om Köpenhamn. Flyndersø ligger 3 meter över havet. Arean är 4,9 kvadratkilometer och den sträcker sig 1,9 kilometer i nord-sydlig riktning, och 3,1 kilometer i öst-västlig riktning.
I omgivningarna runt Flyndersø växer i huvudsak blandskog. 
Sjön ligger sydväst om staden Skive mellan skogen Estvadgård Plantage och heden Hjelm Hede.